# 보편 계수 정리
대수적 위상수학에서 보편 계수 정리(普遍係數定理, 영어: universal coefficient theorem)는 정수 계수 호몰로지 또는 코호몰로지로부터 다른 모든 아벨 군 계수의 (코)호몰로지를 계산할 수 있다는 정리이다.

## 정의

### 호몰로지 보편 계수 정리
다음과 같은 데이터가 주어졌다고 하자.
- 가환환 {\displaystyle R}
- {\displaystyle R}-가군 {\displaystyle M}
- 각 성분이 {\displaystyle R}-평탄 가군인 사슬 복합체 {\displaystyle (C_{\bullet },\partial )}

호몰로지 보편 계수 정리에 따르면, 다음과 같은 스펙트럼 열이 존재한다.
{\displaystyle E_{p,q}^{2}=\operatorname {Tor} _{p}^{R}(\operatorname {H} _{q}(C_{\bullet }),M)\Rightarrow _{p}\operatorname {H} _{p+q}(C_{\bullet }\otimes _{R}M)}
여기서 Tor는 Tor 함자이다.
특히, {\displaystyle R}가 주 아이디얼 정역이라고 하자. 그렇다면 {\displaystyle p\geq 2}에 대하여 {\displaystyle \operatorname {Tor} _{p}^{R}=0}이다. 따라서, 이 스펙트럼 열은 2번째 쪽에서 퇴화하며, 다음과 같은 분할 완전열이 존재한다.:47, Theorem 2.34
{\displaystyle 0\to \operatorname {H} _{i}(X;R)\otimes _{\mathbb {Z} }M=\operatorname {Tor} _{0}^{R}\left(\operatorname {H} _{i}(X;R),M\right)\to \operatorname {H} _{i}(X;M)\to \operatorname {Tor} _{1}^{R}\left(\operatorname {H} _{i}(X;\mathbb {Z} ),M\right)\to 0}
그러나 이 분할은 자연스럽지 못하다.
즉, {\displaystyle \operatorname {H} _{i}(X;M)}은 다음과 같은 상승 여과를 갖는다.
{\displaystyle {\frac {F_{p}\operatorname {H} _{i}(X;M)}{F_{p-1}\operatorname {H} _{i}(X;M)}}=\operatorname {Tor} _{p}^{R}\left(\operatorname {H} _{i}(X;R),M\right)}
특히, {\displaystyle R}가 주 아이디얼 정역이며 추가로 {\displaystyle M}이 평탄 가군이라고 하자. (만약 {\displaystyle R=\mathbb {Z} }라면, 이는 {\displaystyle M}이 꼬임 부분군이 없는 아벨 군이라는 조건이다.) 그렇다면 {\displaystyle \operatorname {Tor} _{1}^{R}(-,M)=0}이며, 따라서
{\displaystyle \operatorname {H} _{i}(X;R)\otimes _{\mathbb {Z} }M\cong \operatorname {H} _{i}(X;M)}
이다.

### 코호몰로지 보편 계수 정리
다음과 같은 데이터가 주어졌다고 하자.
- 가환환 {\displaystyle R}
- {\displaystyle R}-가군 {\displaystyle M}
- 각 성분이 {\displaystyle R}-자유 가군인 사슬 복합체 {\displaystyle (C_{\bullet },\partial )}

코호몰로지 보편 계수 정리에 따르면, 다음과 같은 스펙트럼 열이 존재한다.
{\displaystyle E_{2}^{p,q}=\operatorname {Ext} _{R}^{p}(\operatorname {H} _{q}(X;R),M)\Rightarrow _{p}\operatorname {H} ^{p+q}(X;M)}
여기서 Ext는 Ext 함자이다.
특히, {\displaystyle R}가 주 아이디얼 정역이라고 하자. 그렇다면 {\displaystyle p\geq 2}에 대하여 {\displaystyle \operatorname {Ext} _{R}^{p}=0}이다. 따라서, 이 스펙트럼 열은 2번째 쪽에서 퇴화하며, 다음과 같은 분할 완전열이 존재한다.:44, Theorem 2.29
{\displaystyle 0\to \operatorname {Ext} _{R}^{1}\left(\operatorname {H} _{i-1}(C_{\bullet }),M\right)\to \operatorname {H} ^{1}(C_{\bullet }\otimes _{R}M)\to \hom _{R}\left(\operatorname {H} _{i}(C_{\bullet }),M\right)=\operatorname {Ext} _{R}^{0}\left(\operatorname {H} _{i}(C_{\bullet }),M\right)\to 0}
그러나 이 분할은 자연스럽지 못하다.
즉, {\displaystyle \operatorname {H} ^{i}(C_{\bullet }\otimes _{R}M)}은 다음과 같은 하강 여과를 갖는다.
{\displaystyle {\frac {F^{p}\operatorname {H} _{i}(C_{\bullet }\otimes _{R}M)}{F^{p+1}\operatorname {H} _{i}(C_{\bullet }\otimes _{R}M)}}=\operatorname {Ext} _{R}^{p}\left(\operatorname {H} _{i}(C_{\bullet }),M\right)}
특히, {\displaystyle R}가 주 아이디얼 정역이며 추가로 {\displaystyle M}이 단사 가군이라고 하자. (만약 {\displaystyle R=\mathbb {Z} }라면, 이는 {\displaystyle M}이 나눗셈군이라는 조건이다.) 그렇다면 {\displaystyle \operatorname {Ext} _{R}^{1}(-,M)=0}이며, 따라서
{\displaystyle \operatorname {H} ^{1}(C_{\bullet }\otimes _{R}M)\cong \hom _{R}\left(\operatorname {H} _{i}(C_{\bullet }),M\right)}
이다.